# Elecciones generales de Tailandia de 2007

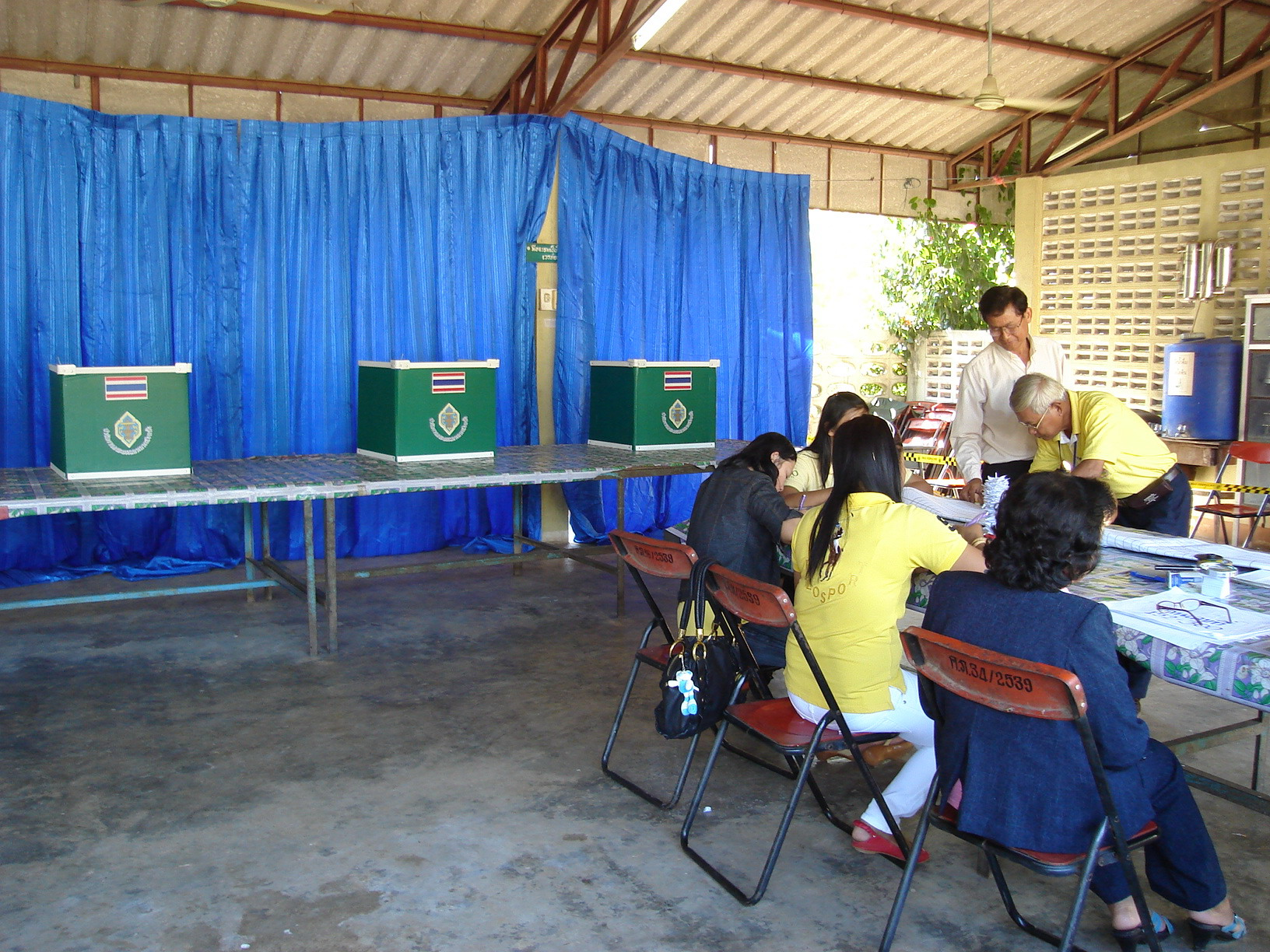
Mesa electoral en la provincia de Uttaradit, al norte de Tailandia.

Las Elecciones generales de Tailandia de 2007 tuvieron lugar el 23 de diciembre, de acuerdo con los planes del Consejo de Seguridad Nacional y el gobierno interino bajo control militar surgidos tras el golpe de Estado de 2006 que depuso al primer ministro, Thaksin Shinawatra. Tras la aprobación de la nueva Constitución de 2007 por los órganos creados por la Junta Militar y la ratificación en referéndum, se estableció la convocatoria de elecciones generales para diciembre para establecer los componentes de la Cámara de Representantes, a la espera de celebrarse en marzo de 2008 las elecciones al Senado.
La Junta Militar había suspendido las elecciones generales de 2006, y prometido la celebración de nuevas elecciones en un año. Los dirigentes del anterior partido del depuesto primer ministro, Thaksin Shinawatra, y el propio partido Thai Rak Thai, habían sido inhabilitados por un periodo de cinco años.
Obtuvo la victoria por mayoría relativa el Partido del Poder del Pueblo, con 232 escaños del total de 480 de la Cámara de Representantes.

## Sistema electoral
De acuerdo con el nuevo sistema electoral previsto en la Constitución de 2007, el número de escaños de la Cámara de Representantes es de 480, de los que 400 son elegidos directamente en las 157 circunscripciones o distritos electorales de manera directa y 80 -10 de cada una de las ocho áreas electorales en las que se ha dividido Tailandia- de forma proporcional. Dependiendo de la población, los distritos electorales oscilan entre un mínimo de un diputado y un máximo de tres.
Las ocho Áreas electorales fueron:

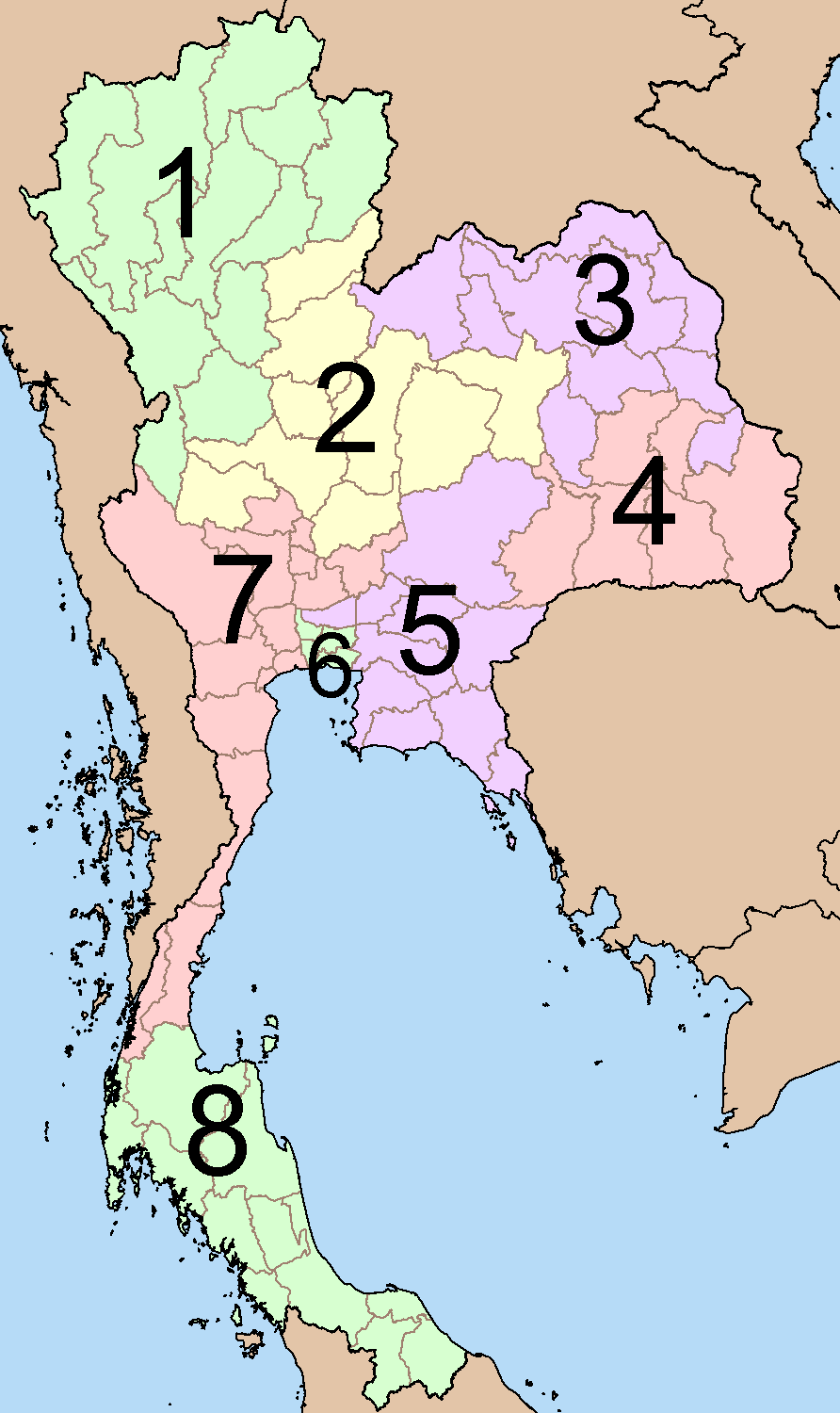
División de Tailandia en Áreas electorales, en total de ocho, donde son elegidos de forma proporcional 80 de los 480 diputados de la Cámara de Representantes. El resto (400) son elegidos por mayoría en 157 circunscripciones electorales.

- Área 1: 11 provincias con 7.615.610 habitantes - Chiang Mai, Chiang Rai, Mae Hong Son, Phayao, Nan, Lampang, Lamphun, Phrae, Sukhothai, Tak y Kamphaeng Phet
- Área 2: 9 provincias con 7.897.563 habitantes - Nakhon Sawan, Uthai Thani, Phetchabun, Phichit, Phitsanulok, Chaiyaphum, Khon Kaen, Lop Buri y Uttaradit
- Área 3: 10 provinciass con 7.959.163 habitantes - Nong Khai, Udon Thani, Loei, Nakhon Phanom, Sakon Nakhon, Nong Bua Lamphu, Kalasin, Mukdahan, Maha Sarakham y Amnat Charoen
- Área 4: 6 provincias con 7.992.434 habitantes - Roi Et, Yasothon, Ubon Ratchathani, Si Sa Ket, Surin y Buri Ram.
- Área 5: 10 provincias con 7.818.710 habitantes - Nakhon Ratchasima, Nakhon Nayok, Prachin Buri, Sa Kaeo, Chachoengsao, Chonburi, Rayong, Chanthaburi, Trat y Pathum Thani.
- Área 6: 3 provincias con 7.802.639 habitantes - Bangkok, Nonthaburi y Samut Prakan
- Área 7: 15 provincias con 7.800.965 habitantes - Kanchanaburi, Suphan Buri, Nakhon Pathom, Ratchaburi, Phetchaburi, Prachuap Khiri Khan, Chumphon, Ranong, Chai Nat, Sing Buri, Ang Thong, Phra Nakhon Si Ayutthaya, Saraburi, Samut Sakhon y Samut Songkhram
- Área 8: 12 provincias con 7.941.622 habitantes - Surat Thani, Phang Nga, Nakhon Si Thammarat, Krabi, Phuket, Trang, Phatthalung, Satun, Songkhla, Pattani, Narathiwat y Yala

## Resultados
Entre las más de 80 formaciones políticas que se presentaron, los resultados publicados por la Comisión Electoral fueron:
| Partido o Coalición | Por distrito electoral | Por distrito electoral | Por distrito electoral | Por elección proporcional | Por elección proporcional | Por elección proporcional | TOTAL |
| Partido o Coalición | Votos                  | %                      | Escaños                | Votos                     | %                         | Escaños                   | TOTAL |
| --- | ---------------------- | ---------------------- | ---------------------- | ------------------------- | ------------------------- | ------------------------- | ----- |
| Partido del Poder del Pueblo                                                                                                | 26.293.456             | 36,63                  | 199                    | 14,071.799                | 39,60                     | 34                        | 233   |
| Partido Demócrata de Tailandia                                                                                              | 21.745.696             | 30,3                   | 132                    | 14.084.265                | 39,63                     | 33                        | 165   |
| Nación Tailandesa | 6.363.475              | 8,87                   | 33                     | 1.545.282                 | 4,35                      | 4                         | 37    |
| Por la Tierra Natal | 6.599.422              | 9,19                   | 17                     | 1.981.021                 | 5,57                      | 7                         | 25    |
| Ruam Jai Thai Chat Pattana                                                                                                  | 3.395.197              | 4,73                   | 8                      | 948.544                   | 2,67                      | 1                         | 9     |
| Phak Matchima Thippathai | 3.844.673              | 5,36                   | 7                      | 528.464                   | 1,5                       | 0                         | 7     |
| Phracharaj | 1.632.795              | 2,27                   | 4                      | 750.158                   | 2,11                      | 1                         | 5     |
| Otros | 1.897.953              | 2,64                   | —                      | 1.626.234                 | 4,58                      | —                         | 0     |
| Votos válidos | 71.772.667*            | 100.0                  | 400                    | 35.535.767                | 100,0                     | 80                        | 480   |
| Votos nulos |                        |                        |                        | 3.445.645                 | 8,83                      |                           |       |
| Total (participación 85,4)                                                                                                  | 38.981.412             |                        |                        |                           |                           |                           |       |
| Referencia: The Nation * Como los distritos electorales eligen entre uno y tres diputados, algunos tienes dos o tres votos. |                        |                        |                        |                           |                           |                           |       |

## Reacciones
Thaksin Shinawatra, que fue depuesto por el golpe de Estado de 2006, anunció, tras conocer la victoria del Partido del Poder del pueblo, su intención de regresar a Tailandia desde su exilio en el Reino Unido, «regresaré a partir de febrero. Volveré cuando pueda tener una vida pacífica en Tailandia, como un ciudadano normal». No obstante, sobre Shinawatra pesan dos órdenes de búsqueda y captura en el país por dos casos de corrupción. El PPP, formado en su mayoría por antiguos políticos vinculados a Thaksin y a su ilegalizado partido, el Thai Rak Thai, mantuvo durante la campaña la promesa de traer del exilio al antiguo primer ministro. El líder del PPP anunció que si asume la jefatura del Gobierno amnistiará a Thaksin y a otros 110 políticos de su partido
Sondhi Boonyaratglin, general, vice primer ministro del gobierno interino establecido por los golpistas, y líder de dicho golpe, reiteró su compromiso de aceptar los resultados electorales.

## Declaración de fraude electoral por el Tribunal Constitucional
El Tribunal Constitucional de Tailandia dictó el 2 de diciembre de 2008 un fallo por el que inhabilitó al primer ministro Somchai Wongsawat y a otros 36 miembros del Partido del Poder del Pueblo (PPP) durante cinco años por fraude en las elecciones de 2007. También acordó la disolución del PPP, del Chart Thai y el Matchimathipatai. Según la declaración del presidente del tribunal, la disolución pretendía "sentar un ejemplo político y un modelo. Los partidos políticos han minado el sistema democrático de Tailandia". A principios de septiembre de 2008, la Comisión Electoral de Tailandia recomendó que el PPP fuese disuelto por supuesta compra de votos durante las elecciones generales de 2007. El primer ministro Somchai aceptó la resolución, declarando desde su refugio en Chiang Mai: "mis funciones han terminado. Ahora soy un ciudadano corriente".